# Per-Sjulsatjärnen, Jämtland
Per-Sjulsatjärnen är en sjö i Bräcke kommun i Jämtland och ingår i Ljungans huvudavrinningsområde. Sjön har en area på 0,0799 kvadratkilometer och ligger 382,1 meter över havet.

## Delavrinningsområde
Per-Sjulsatjärnen ingår i det delavrinningsområde (697774-150560) som SMHI kallar för Mynnar i Täckelån. Medelhöjden är 412 meter över havet och ytan är 7,43 kvadratkilometer. Det finns inga avrinningsområden uppströms utan avrinningsområdet är högsta punkten. Vattendraget som avvattnar avrinningsområdet har biflödesordning 4, vilket innebär att vattnet flödar genom totalt 4 vattendrag innan det når havet efter 155 kilometer. Avrinningsområdet består mestadels av skog (77 procent) och sankmarker (10 procent). Avrinningsområdet har 0,08 kvadratkilometer vattenytor vilket ger det en sjöprocent på 1 procent.